# Kang (poêle)

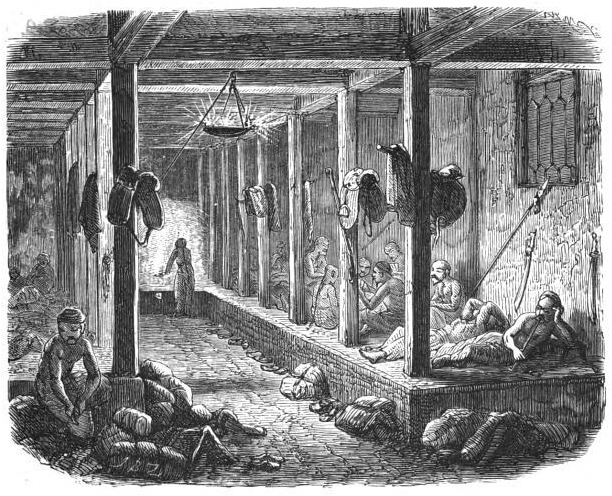
Un kang de grande taille partagé entre plusieurs occupants dans une auberge à chambre unique dans l'Est du Tonghua, une région encore sauvage de la province de Jilin (1887).

Un kang (chinois : 炕 ; pinyin : kàng ; mandchou : ᠨᠠᡥᠠᠠ (nahan) ; kazakh : кән) est un espace surélevé, constitué traditionnellement de briques ou d'éléments en terre cuite et plus récemment en béton, et servant d'espace de vie pour les activités de la journée mais aussi de lit pour passer la nuit. Un kang qui couvre l'intégralité de la pièce est appelé dikang (地炕, dìkàng). On en fait traditionnellement usage dans la partie septentrionale de la Chine où le climat peut être rude durant les hivers.

## Description

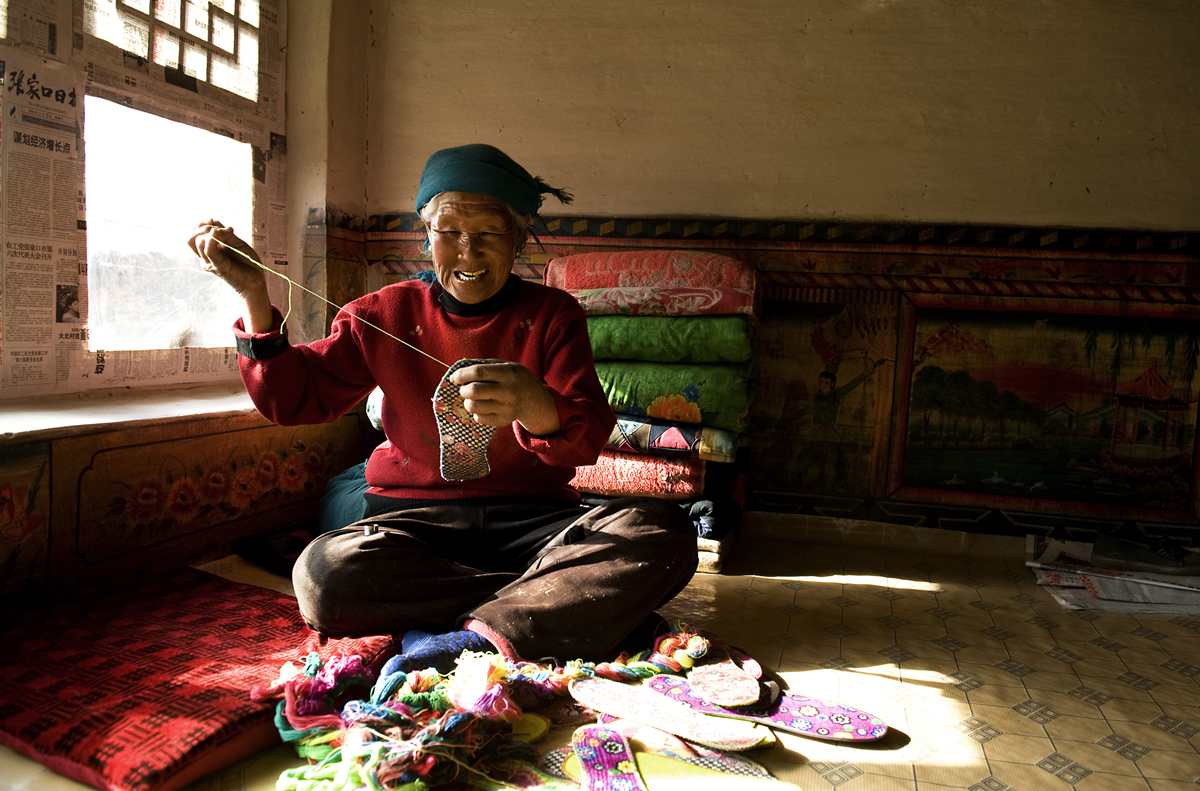
Femme assise sur le kang et confectionnant des chaussures (Nord de la Chine).

Le kang a une forme allongée, d'au moins deux mètres. Il occupe habituellement le tiers voire la moitié de la pièce, peut servir de lit et reste utile pour d'autres activités durant la journée. Cette maçonnerie creuse contient un système tortueux de conduits qui canalise les fumées chaudes d'un feu de bois ou de charbon, généralement d'une cuisinière dans une cuisine adjacente, parfois d'un poêle en dessous du niveau du sol. Cela permet un échange de chaleur prolongé avec les fumées encore très chaudes, ce qui augmente la récupération de chaleur au profit de la pièce chauffée. Tout comme les poêles de masse européens, un bloc massif de maçonnerie est employé pour retenir la chaleur. On utilise aussi du torchis, profitant de la capacité à retenir la chaleur du lœss. Alors qu'il faut parfois plusieurs heures pour le chauffer à la température de surface désirée, un lit correctement conçu peut rester chaud durant toute une nuit sans avoir à maintenir un feu. Il émet de la chaleur par rayonnement pour chauffer l'intérieur de la pièce, en plus de la chaleur apportée par la masse du lit. Une des plus anciennes formes d'habitation chinoise, des caves chauffées appelées yaodong que l'on retrouve dans tout le Nord de la Chine, aurait été inhabitable sans le kang.

## Histoire

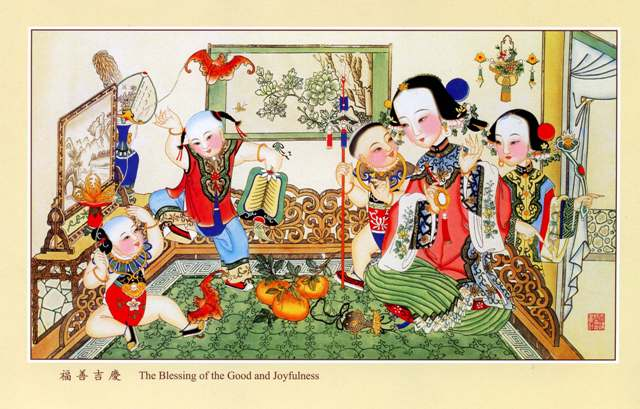
La maîtresse de maison est accompagnée d'une servante. Les enfants jouent autour sur le kang.

Le kang serait dérivé du huoqiang (火墙, huǒqiáng), une forme de lit constitué d'un sol chauffé dont on a retrouvé des traces datant du Néolithique en Chine, grâce à une analyse de découvertes archéologiques réalisées dans des ruines à Banpo, près de Xi'an. Ailleurs, des sites archéologiques à Shenyang, et plus généralement dans la province du Liaoning, montrent des sols chauffés utilisés il y a 7 200 ans,. Le lit retrouvé est constitué d'une couche de 10 cm d'argile pétrie, couvrant le sol. Le lit était chauffé par la méthode du zhidi (炙地, zhìdì) qui consiste simplement à faire un feu sur le lit en terre et à en balayer les cendres juste avant de se coucher. L'usage répété de feux aurait rendu la surface dure et résistante à l'humidité. Cette méthode est mentionnée par le poète Meng Jiao durant la dynastie Tang dans un poème :
« 無火炙地眠，半夜皆立號。, wú huǒ zhì de mián, bànyè jiē lì hào »
— Meng Jiao, Poème intitulé 寒地百姓吟, hándì bǎixìng yín

« Aucun combustible pour réchauffer le sol avant de se coucher, au lieu de cela, debout et pleurant dans le froid de minuit. »
— Poème intitulé 寒地百姓吟, hándì bǎixìng yín
Le mot « 炕, kàng », qui signifie « sécher », est mentionné pour la première fois dans un dictionnaire de chinois datant de l'an 121. Une première forme est apparue dans le Nord-Est de la Chine et employait un système d'un seul conduit, comme l'hypocauste de la Rome antique et l'ondol du voisin coréen. Un exemple a été mis au jour dans une ruine du Ier siècle dans le Heilongjiang. La conduite unique était en forme de L, faite de torchis et de pavés, recouverte de dalles en pierre. Des murs avec un système de double conduits ont été découverts dans un ancien palais du IVe siècle dans la province de Jilin. La banquette en torchis, en forme de L, est de construction plus complexe que celle munie d'une seule conduite et remplit des fonctions similaires à celles d'un kang. Des indications littéraires dans le Shui Jing Zhu (水經注) prouvent aussi la présence de planchers chauffés sous la dynastie Wei du Nord, bien qu'il ne soit pas explicitement appelé dikang :

« Dans le temple de Guanji, [près de l'actuel district de Fengrun], il y a une grande salle de lecture. Elle est très haute et suffisamment grande pour accueillir un millier de moines. La plate-forme a été construite avec des pierres arrangées pour former un réseau de canaux et la finition du sol est constituée d'une couche d'argile. Des feux sont allumés aux ouvertures extérieures, sur les quatre côtés de la plate-forme, tandis que la chaleur se répand vers l'intérieur, chauffant la pièce entière. La construction a été réalisée par un bienfaiteur (ou des bienfaiteurs) pour permettre aux moines d'étudier durant les hivers rudes. »

— Li Daoyuan, Shui Jing Zhu
Le kang aurait évolué d'un simple sol aménagé à une banquette à part entière à cause des changements culturels intervenus durant les Dynasties du Nord et du Sud : le grand mobilier et les chaises remplaçaient les meubles bas et l'ancienne habitude chinoise de s'asseoir directement sur le sol. Les traces du plus ancien kang ont été découvertes à Ninghai, dans le Heilongjiang, dans le palais Longquanfu (698-926) et est d'origine Balhae.
En dehors de la Chine, le concept de « poêle de masse », a été utilisé sous diverses formes à travers le Nord et l'Est de l'Europe. En particulier, les Russes ont eu recours à une sorte de poêle-lit similaire traditionnel, appelé four russe (en russe : Русская печь) ; on ne sait pas s'il a été introduit de l'Orient, lorsque la région était sous le joug des Tatars.

## Culture
Le kang était un élément important dans les habitations traditionnelles de la Mandchourie, une région souvent froide du Nord-Est, où il était connu sous le nom de nahan (ᠨᠠᡥᠠᠠ) dans la langue maternelle des mandchous locaux. Il jouait un rôle important dans les traditions funéraires mandchoues. Le défunt était placé à proximité du kang au lieu de la coutume chinoise han de le mettre dans la pièce principale. La hauteur à laquelle le défunt est placé varie avec le statut familial ou l'âge.

## Diffusion

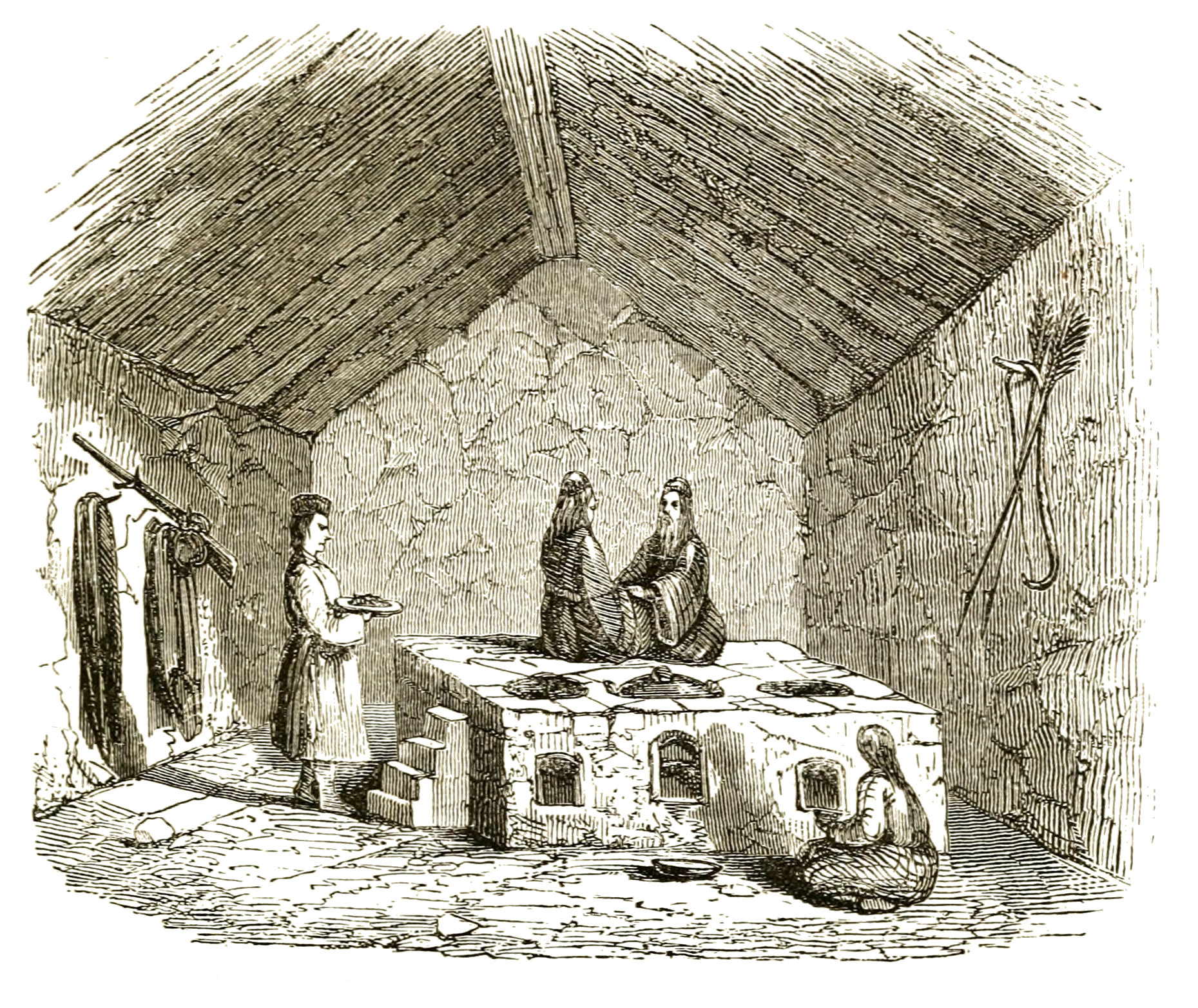
« Kang d'une auberge chinoise tartare » vers 1850

Le kang chinois s'est diffusé auprès des populations non-chinoises des marches frontières nord-occidentales. Par exemple, dans le sud de la province du Gansu, les Tibétains ont adopté le kang, selon Robert Ekvall écrivant dans les années 1930. De même, nombre de Tibétains habitant la région de Xining dans la province du Qinghai ont adopté ce dispositif de chauffage dans leurs maisons.